# Tears Getting Sober
A Tears Getting Sober (magyarul: Kijózanodnak a könnyek) VICTORIA bolgár énekesnő dala, amivel Bulgáriát képviselte volna a 2020-as Eurovíziós Dalfesztiválon. Az előadót a bolgár közszolgálati televízió kérte fel, hogy képviselje az országát a dalfesztiválon. A dal az olyan mentális egészséggel kapcsolatos gondokról szól, mint például a pánikrohamok, az állandó félelem vagy a depresszió legyőzése.

## Eurovíziós Dalfesztivál
2019. november 25-én jelentette be a bolgár közszolgálati műsorszóró társaság (BNT), hogy Victoria Georgieva fogja képviselni az országot a 65. Eurovíziós Dalfesztiválon, Hollandiában. A Tears Getting Sober című versenydalt és a hozzákészült videóklipet 2020. március 7-én ütemezett premierben mutatták be a dalverseny hivatalos YouTube-csatornáján. A dal megjelenése után számított második naptól vezette a fogadóirodák listáját, mint legesélyesebb a végső győzelemre.
Az előadó, Lukas Oscar Janisch és Cornelia Wiebols mellett Borislav Milanov is közreműködött a dalszerzésben. Milanov nevéhez több eurovíziós dal is fűződik, köztük a 2020-as német és máltai versenydal is.
A dalt az Eurovíziós Dalfesztiválon az előzetes sorsolás alapján először a május 14-i második elődöntő második felében adták volna elő, azonban március 18-án az Európai Műsorsugárzók Uniója bejelentette, hogy 2020-ban nem tudják megrendezni a versenyt a COVID–19-koronavírus-világjárvány miatt. A bolgár műsorsugárzó jóvoltából az énekesnő lehetőséget kapott az ország képviseletére a következő évben egy új versenydallal, ami végül a Growing Up Is Getting Old című szerzemény lett.

## Slágerlisták
| Slágerlista (2020) | Legjobb helyezés |
| ------------------ | ---------------- |
| Bulgária (PROPHON) | 2.               |

## Külső hivatkozások
- Dalszöveg (angol nyelven). Genius Lyrics
- Stúdió verzió. YouTube-videó, Victoria – téma, 2020. március 7.
- A dal videóklipje. YouTube-videó, Eurovision Song Contest, 2020. március 7.